# Joseph Mostert
Joseph Mostert   (Verviers, 26 de juliol de 1912 - 28 d'abril de 1967) va ser un atleta belga, especialista en curses de mig fons, que va competir durant la dècada de 1930.
El 1936 va prendre part en els Jocs Olímpics d'Estiu de Berlín, on quedà eliminat en sèries en la prova dels 1.500 metres del programa d'atletisme.
El 26 de setembre de 1937 va establir el rècord mundial en la cursa dels 3/4 de milla amb un temps de 3'00,4". Era el primer belga en aconseguir un rècord mundial d'atletisme i per aquest motiu aquell mateix any va ser guardonat amb el Trofeu Nacional al Mèrit Esportiu pels seus èxits. El 1938, al Campionat d'Europa d'atletisme, va guanyar una medalla de plata en els 1.500 metres, en quedar rere Sydney Wooderson. Era el primer belga en guanyar una medalla en aquests campionats.
Durant la seva carrera esportiva guanyà cinc campionats nacionals, un dels 800 metres, el 1938, i quatre dels 1.500 metres, el 1937, 1939, 1941 i 1942. Va posseir el rècord belga dels 800 metres i el dels 1.500.

## Millors marques
- 800 metres. 53.0" (1939)
- 1.500 metres. 3'50.0" (1938)
- 1 Milla. 4'10.4" (1939)
- 2.000 metres. 5'21.8" (1939)
- 3000 metres. 8'19.4" (1939)[6]